# Projet pour une révolution à New York
Projet pour une révolution à New York est un roman d'Alain Robbe-Grillet publié en 1970.

## Résumé
Une organisation subversive mène une « sarabande folle » à travers le métro de New York,.

## Éditions
- Projet pour une révolution à New York, éditions de Minuit, 1970,  (ISBN 2-7073-0351-8).